# Stockholm Open 2023
Stockholm Open 2023, oficiálně  BNP Paribas Nordic Open 2023, byl tenisový turnaj na mužském profesionálním okruhu ATP Tour hraný v aréně Kungliga tennishallen. Padesátý čtvrtý ročník Stockholm Open probíhal mezi 16. až 22. říjnem 2023 ve švédské metropoli Stockholmu na krytých dvorcích s tvrdým povrchem.
Turnaj dotovaný 750 950 eury patřil do kategorie ATP Tour 250. Nejvýše nasazeným singlistou se stal šestý tenista světa a obhájce titulu Holger Rune z Dánska, kterého ve druhém kole vyřadil Srb Miomir Kecmanović. Jako poslední přímý účastník do hlavní soutěže nastoupil chorvatský 77. hráč žebříčku Borna Gojo. V důsledku invaze Ruska na Ukrajinu na konci února 2022 řídící organizace tenisu ATP, WTA a ITF s grandslamy rozhodly, že ruští a běloruští tenisté mohli dále na okruzích startovat, ale do odvolání nikoli pod vlajkami Ruska a Běloruska.
Dvanáctý singlový titul na okruhu ATP Tour vybojoval 37letý Francouz Gaël Monfils, který se stal nejstarším vítězem stockholmského turnaje a navázal na triumf z roku 2011. Čtyřhru ovládl kazachstánsko-ukrajinský pár Andrej Golubjev a Denys Molčanov, jehož členové si odvezli první společnou trofej.

## Rozdělení bodů a finančních odměn

### Rozdělení bodů
| Soutěž  | Soutěž | vítězové | finalisté | semifinalisté | čtvrtfinalisté | 16 v kole | 28 v kole | Q  | Q2 | Q1 |
| ------- | ------ | -------- | --------- | ------------- | -------------- | --------- | --------- | -- | -- | -- |
| dvouhra | [ 2 ]  | 250      | 150       | 90            | 45             | 20        | 0         | 12 | 6  | 0  |
| čtyřhra | [ 6 ]  | 250      | 150       | 90            | 45             | 0         | —         | —  | —  | —  |

### Finanční odměny
| Soutěž                              | Soutěž      | vítězové  | finalisté | semifinalisté | čtvrtfinalisté | 16 v kole | 28 v kole | Q2      | Q1      |
| ----------------------------------- | ----------- | --------- | --------- | ------------- | -------------- | --------- | --------- | ------- | ------- |
| dvouhra                             | [ 2 ] [ 7 ] | 102 460 € | 59 760 €  | 35 135 €      | 20 360 €       | 11 825 €  | 7 225 €   | 3 610 € | 1 970 € |
| čtyřhra                             | [ 6 ]       | 35 600 €  | 19 040 €  | 11 160 €      | 6 240 €        | 3 680 €   | —         | —       | —       |
| částka ve čtyřhře je uvedena na pár |             |           |           |               |                |           |           |         |         |

## Dvouhra

### Nasazení hráčů
| Stát                         | Hráč                        | ATP | Nasazení |
| ---------------------------- | --------------------------- | --- | -------- |
| Dánsko                       | Holger Rune                 | 5.  | 1.       |
| Francie                      | Adrian Mannarino            | 23. | 2.       |
| Nizozemsko                   | Tallon Griekspoor           | 24. | 3.       |
| Španělsko                    | Alejandro Davidovich Fokina | 25. | 4.       |
| Argentina                    | Sebastián Báez              | 29. | 5.       |
| Česko                        | Jiří Lehečka                | 30. | 6.       |
| USA                          | Christopher Eubanks         | 32. | 7.       |
| Spojené království           | Dan Evans                   | 33. | 8.       |
| Žebříček ATP k 2. říjnu 2023 |                             |     |          |

### Jiné formy účasti na turnaji
Následující hráči obdrželi divokou kartu do hlavní soutěže:
- Leo Borg
- Karl Friberg
- Elias Ymer

Následující hráč nastoupil pod žebříčkovou ochranou:
- Gaël Monfils

Následující hráči postoupili z kvalifikace:
- Benjamin Hassan
- Pavel Kotov
- Filip Misolic
- Dino Prižmić

Následující hráči postoupili z kvalifikace jako šťastný poražený:
- Tomáš Macháč

### Odhlášení
před začátkem turnaje
- Alejandro Davidovich Fokina → nahradil jej  Tomáš Macháč

## Čtyřhra

### Nasazení párů
| Stát                                                                     | Hráč            | Stát       | Hráč            | ATP  | Nasazení |
| ------------------------------------------------------------------------ | --------------- | ---------- | --------------- | ---- | -------- |
| Argentina                                                                | Máximo González | Argentina  | Andrés Molteni  | 20.  | 1.       |
| Srbsko                                                                   | Nikola Ćaćić    | Chorvatsko | Mate Pavić      | 85.  | 2.       |
| Francie                                                                  | Sadio Doumbia   | Francie    | Fabien Reboul   | 85.  | 3.       |
| USA                                                                      | Robert Galloway | Francie    | Albano Olivetti | 104. | 4.       |
| Žebříček ATP k 2. říjnu 2023; číslo je součtem postavení obou členů páru |                 |            |                 |      |          |

### Jiné formy účasti
Následující páry obdržely divokou kartu do hlavní soutěže:
- Filip Bergevi /  Leo Borg
- Karl Friberg /  Jonathan Mridha

### Odhlášení
před začátkem turnaje
- Simone Bolelli /  Andrea Vavassori → nahradili je  Lorenzo Sonego /  Andrea Vavassori

## Přehled finále

### Mužská dvouhra
- Gaël Monfils vs. Pavel Kotov, 4–6, 7–6(8–6), 6–3

### Mužská čtyřhra
- Andrej Golubjev /  Denys Molčanov vs.  Juki Bhambri /  Julian Cash, 7–6(10–8), 6–2